# Weltbilder
Das Magazin Weltbilder ist eine Fernsehsendung des Norddeutschen Rundfunks mit Schwerpunkt Auslandsberichterstattung. Gezeigt werden Berichte aus aller Welt von den Korrespondenten der ARD-Auslandsstudios. Die Sendung wird dienstags um 23:30 Uhr im NDR Fernsehen ausgestrahlt. Darüber hinaus wird die Sendung auch auf tagesschau24 wiederholt.
Die Erstsendung erfolgte am 2. Januar 1991 und von Christian Herrendörfer moderiert. Nach Herrendörfer präsentierten die ehemaligen Auslandschefs Walter Helfer und Jürgen Bertram das Format, im Wechsel mit Navina Sundaram, Gabriela Kube und Claudia Buckenmaier. Am längsten prägte Juliane Eisenführ die Weltbilder, im Juli 2007 folgte die Moderatorin Katty Salié. Zuletzt moderierte Julia-Niharika Sen. Vertretungsweise kamen Constantin Schreiber und Inka Schneider zum Einsatz. Seit Januar 2021 ist die Sendung nur noch ein Reportage-Format.
Die Sendung dreht sich um Berichte aus aller Welt, die von den Auslandskorrespondenten der ARD aus 26 Auslandsstudios geliefert werden. Dies sind nicht immer aktuelle Themen, auch Hintergrundberichte und Reportagen sind Bestandteil der Sendung. Dabei gibt es Themen, mit denen sich die Weltbilder immer wieder beschäftigen, wie zum Beispiel die Eurokrise oder Flüchtlingspolitik.